# IX Batalion Saperów
IX batalion saperów (IX bsap) – pododdział saperów Armii Wielkopolskiej i  Wojska Polskiego w II Rzeczypospolitej.

## Dzieje IX batalionu saperów
W 1919 w Krasnymstawie został sformowany IX Batalion Saperów. 19 stycznia 1919 na stanowisko dowódcy batalionu został wyznaczony kapitan Stefan Langner. Dowództwo, 1 i 2 kompania zostały przydzielone do IX batalionu z II batalionu saperów. Po sformowaniu batalion odszedł na front.
1/IX bsap walczyła przez całą wojnę w składzie 9 Dywizji Podlaskiej, później pozostawała w dyspozycji szefa inżynierii i saperów frontu Litewsko-Białoruskiego, a następnie walczyła do maja 1920 w składzie 2 Dywizji Piechoty Legionów. Od tego czasu aż do lipca 1920 znajdowała się w dyspozycji 4 Armii i grupy fortyfikacyjnej majora Artura Górskiego. We wrześniu 1920 została przydzielona do dyspozycji 2 Armii i powraca do batalionu.
3/IX bsap sformowana została w maju 1920 w kompanii zapasowej saperów nr II w Krasnymstawie i 1 czerwca, pod dowództwem por. Adolfa Szmidta, wyruszyła na front. 26 sierpnia 1921 odeszła do Puław do 2 pułku saperów i weszła w skład nowo formującego się XXVII batalionu saperów, jako 2 kompania.
Kolumna saperska Nr IX formuje się w czerwcu 1920 w kompanii zapasowej saperów nr II w Krasnymstawie i w lipcu 1920 odeszła do batalionu. W 1921 powróciła do kadry i została rozformowana jako nadetatowa.
Przy organizowaniu pułków saperskich w 1921 IX Batalion Saperów wszedł w skład 9 pułku saperów w Brześciu nad Bugiem.

## Żołnierze batalionu
Dowódcy batalionu
- por. Stefan Langner
- kpt. Edward Neiberg